# إد فاولر
إد فاولر (بالإنجليزية: Ed Fuller)‏ هو لاعب كرة قاعدة أمريكي، ولد في 22 مارس 1869، وتوفي في 15 مارس 1935 في هايتسفيل في الولايات المتحدة.

## وصلات خارجية
- إد فاولر على موقعبيزبول رفرنس.كوم (الدوري الرئيسي) (الإنجليزية)
- إد فاولر على موقعبيزبول رفرنس.كوم (الدوري الثانوي) (الإنجليزية)